# Contea di Person
La contea di Person (in inglese Person County) è una contea dello Stato della Carolina del Nord, negli Stati Uniti. La popolazione al censimento del 2000 era di 35 623 abitanti. Il capoluogo di contea è Roxboro.